# Pesawahan (Rawalo)
Pesawahan is een bestuurslaag in het regentschap Banyumas van de provincie Midden-Java, Indonesië. Pesawahan telt 2434 inwoners (volkstelling 2010).